# Jolanda Bonestroo
Jolanda Bonestroo is een Nederlands voormalig waterskiester.

## Levensloop
Bonestroo werd viermaal Europees kampioen in de Formule 1 van het waterski racing. Daarnaast werd ze in 2001 Belgisch kampioene.
In 2017 werd ze opgenomen in de 'Water Ski Racing Hall of Fame'.

## Palmares
Formule 1
- 1994:  Europees kampioenschap
- 1996:  Europees kampioenschap
- 1998:  Europees kampioenschap
- 2000:  Europees kampioenschap
- 2001:  Belgisch kampioenschap